# Alazani
Alazani (gruzijsko: ალაზანი, azerbajdžanski: Qanıx) je reka, ki teče skozi Kavkaz . Je glavni pritok reke Kure v vzhodni Gruziji in je dolga 351 kilometrov. Del poti predstavlja mejo med Gruzijo in Azerbajdžanom, preden se sreča s Kuro v Mingečavrskem zajezitvenem jezeru. Reka je verjetno enaka tisti, ki jo klasična avtorja Strabon in Plinij Starejši navajata kot Alazonius ali Alazon, lahko pa je tudi reka Abas, ki jo omenjata Plutarh (Plut. Pomp. 35) in Kasij Dion (37.3) kot lokacijo bitke pri Abasu (65 pred našim štetjem) .

## Opis
Alazani izvira na Visokem Kavkazu, južno od glavnega grebena, v severozahodnem delu okrožja Ahmeta. Nastane kot sotočje potokov Ciplovanishevi in Samkurisckali. Sprva teče proti jugu proti mestecu Ahmeta, nato skozi plodno dolino reke Alazani v Kahetiji in nato proti jugovzhodu. Dolina je središče gruzijske vinarske industrije. Stoletja je bila glavna vstopna točka perzijskih napadalcev.
Reka se pozimi izsuši, toda pozno spomladi sneg, ki se topi v gorah, močno napolni reko, ki redno povzroča poplave. Višinska razlika od izvira do izliva je 745 m, poprečen strmec pa 2,12 promilov.
Reka teče skozi tri geomorfološke cone z različnimi reliefi na gruzijski strani: dolina reke Alzani, planota Gare-Kaheti in pogorje Civi-Gombori. Dolina poteka v smeri SZ-JV vzporedno z Visokim Kavkazom. Levi breg reke je poln sedimentov, ki jih ta odlaga v dolini, ki je sestavljena iz več teras iz konglomerata. Planota je prav tako iz konglomerata in delno iz gline, po njem teče več manjši rečic. Pogorje Civi-Gombori poteka vzporedno z Visokim Kavkazom. SV brežina pada proti dolini reke Alazani in vsebuje več hudournikov, ki prinašajo v dolino pesek in kremen. V Azerbajdžanu je geološki sestav povsem drugačen. Za gorsko območje so značilne plasti iz mezozoika, v dolini pa kenozoika.

## Uporaba
Reka se uporablja predvsem za namakanje in pitno vodo. V 1990-ih so kitajski vlagatelji zgradili veliko majhnih hidroelektrarn, ki uporabljajo močan tok reke Alazani. Je priljubljena tudi pri turistih za rafting izlete .
Rahlo onesnaženje reke z biološkimi snovmi prihaja iz neobdelanih odplak iz mest in drugih skupnosti, pa tudi s kmetijskih površin. V okrožjih Kvareli in Lagodehi naj bi bila kakovost vode precej slaba.
Alazani služi tudi kot ime različnih gruzijskih vin, med njimi polsuhe znamke Dolina Marani Alazani in Old Tbilisi Alazani.